# Bracon ingratus
Bracon ingratus är en stekelart som beskrevs av Cameron 1897. Bracon ingratus ingår i släktet Bracon och familjen bracksteklar. Inga underarter finns listade.